# 山形銀行
株式会社山形銀行（やまがたぎんこう、英: The Yamagata Bank,Ltd.）は、山形県山形市に本店を置く中堅の地方銀行。
山形市、米沢市など山形県の内陸部を主要地盤とする県トップバンクで、山形県や山形市などの指定金融機関を受託している。
マスコットキャラは手塚治虫作『ジャングル大帝』の主人公レオ。

## 経営

### 経営陣
前身である両羽銀行の創業に参画した山形市北の大地主であった三浦家と、紅花商人であった長谷川家による同族経営が連綿と続き、頭取人事は基本的に両家による輪番制となっていた。

### 他行との関係
メガバンク
三菱UFJフィナンシャル・グループが親密先であり、好日会会員行でもある。また国際業務分野等で業務提携を締結している。
地方銀行
七十七銀行との間で商談会の共催や地元サッカーチームの支援、さらに災害時相互協力協定を締結している。また、両行ATMの利用手数料割引や無料化が実施されている。
信用金庫
山形信用金庫と提携趣意書を締結。協調融資などに取り組んでいる。この他、県内4信金と共に森林整備事業にも取り組んでいる。

## 沿革

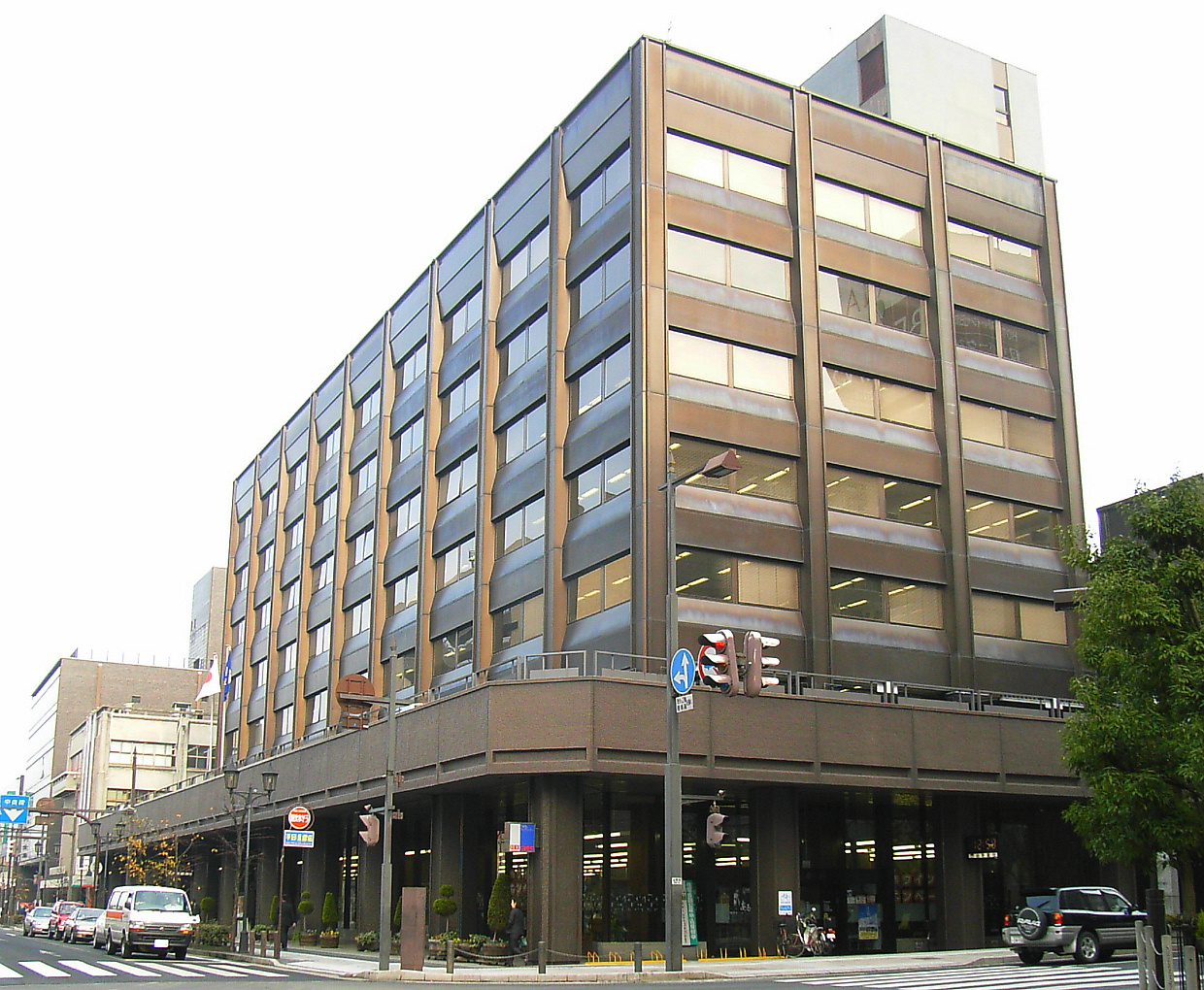
旧本店ビル（2005年12月）

- 1878年（明治11年） - 第八十一国立銀行創業。
- 1896年（明治29年） - 両羽銀行設立。
- 1897年（明治30年） - 第八十一国立銀行の業務を継承。
- 1898年（明治31年） - 東京支店開設。
- 1916年（大正5年） - 米沢義社を合併[注 2]。
- 1919年（大正8年） - 羽陽貯蓄銀行を合併。
- 1926年（大正15年）
  - 4月26日 - 貸し出し金の回収が困難となり一時休業[10]。
  - 7月13日 - 県知事の斡旋などにより営業再開。払い戻し額は全預金額の2割にあたる総額10万円に制限[11]。
  - 7月 - 由利銀行を合併。それまでの両羽銀行派出所と改組する形で本荘支店を開設。
- 1935年（昭和10年） - 楯岡銀行を買収。
- 1940年（昭和15年） - 東銀行、天童銀行、羽前銀行を買収。
- 1941年（昭和16年） - 三浦銀行、羽陽銀行、東根銀行、村山銀行を買収。
- 1943年（昭和18年） - 山形商業銀行を合併。
- 1944年（昭和19年） - 山形貯蓄銀行を合併、高野銀行を買収。
- 1948年（昭和23年） - 羽前長崎銀行を買収。
- 1965年（昭和40年） - 山形銀行に改名改称。
- 1970年（昭和45年）10月 - 秋田支店を開設。
- 1971年（昭和46年） - 本店全館竣工。
- 1973年（昭和48年） - 東京証券取引所第二部上場。
- 1974年（昭和49年） - 山銀保証サービス設立。
- 1975年（昭和50年） - 東京証券取引所第一部に指定替え。
- 1976年（昭和51年） - 山銀リース設立。全店オンライン完成。
- 1979年（昭和54年） - 山銀ビジネスサービス設立。
- 1990年（平成2年） - 山銀システムサービス設立。
- 1991年（平成3年） - ディーシーカードと共同でやまぎんディーシーカードを設立。
- 1996年（平成8年） - 創立100周年。資本金を120億円に増資。やまぎんキャピタル設立。
- 2000年（平成12年）
  - 2月 - 秋田銀行山形支店の廃止に伴い、営業の一部を十日町支店が継承。秋田支店を廃止して本荘支店へ継承。
  - 日本IBMと運用アウトソーシング契約締結。
- 2003年（平成15年）11月 - ジャスコ仙台幸町店（現：イオン仙台幸町店）にインストアブランチ（レオのやまぎんプラザ）を開設[注 3]。
- 2005年（平成17年） - じゅうだん会「共同版システム」稼動。
- 2006年（平成18年）
  - 山形県庁職員信用組合の事業を譲受。山形信販を子会社化。
  - 10月2日 - 山形信販を「やまぎんジェーシービーカード」に改称。
- 2008年（平成20年） 
  - 山形県、山形銀行、三菱東京UFJ銀行の連携協力に関する協定締結。山形信用金庫と提携趣意書を締結。
  - 七十七銀行、東邦銀行とのATM相互利用サービスを開始。
- 2009年（平成21年） - 山形県内の4信用金庫とATM相互無料提携した「ぐるっと花笠ネット」開始。
- 2010年（平成22年） - ローソンATMとの接続開始。
- 2013年（平成25年）
  - 3月6日 - 山形県県民会館、県こども館のネーミングライツを取得。
  - 3月14日 - 北海道新幹線開業の経済交流や東日本大震災被災者支援を目的に北海道銀行と業務提携締結（東北・北海道地区交流促進地銀連携）
  - 12月31日 - 山交ビル1階のやまぎんコミュニティープラザの運営終了。
  - 七十七銀行との災害時における相互協力協定を締結。
  - 秋田銀行とのATM相互利用サービスを開始。
- 2014年（平成26年）
  - 4月2日 - 米ドル建て新株予約権付社債を欧州・アジアを中心とする海外市場で発行すると発表[12]。
  - 7月1日 - 山形大学発ベンチャー企業のアプリザイム（山形県米沢市）と投資契約を締結[13]。
- 2015年（平成27年）6月1日 - きらやか銀行、鶴岡信用金庫などと共に「山形創生ファンド」を創設[14]。
- 2016年（平成28年）
  - 4月1日 - インターネット支店を開設[15]。
  - 4月1日 - 7地銀グループなどと共同出資した資産運用会社であるオールニッポン・アセットマネジメントが営業を開始[16][17]。
  - 7月28日 - 山形大学や山形県飯豊町とともにリチウムイオン電池を開発するベンチャー企業「飯豊電池研究所」を設立[18]。
- 2018年（平成30年）
  - 7月1日 - 山銀ビジネスサービスを吸収合併。
- 2019年（平成31年/令和元年）
  - 7月1日 - 人材紹介業に参入[19]。
  - 12月9日 - 地域商社「TRYパートナーズ」設立[20]。
- 2020年（令和2年）
  - 4月1日 - TRYパートナーズ営業を開始[21]。
- 2021年（令和3年）
  - 10月18日 - 本店ビル建て替えに伴い、本店営業部を新築した旅篭町ビルに仮移転[22]。
- 2022年（令和4年）
  - 1月14日 - 投資専門会社「やまがた協創パートナーズ」を設立。
  - 4月1日 - やまがた協創パートナーズが開業[23]。

## 歴代頭取
| 代 | 氏名         | 期間                    | 備考                                                        |
| -- | ------------ | ----------------------- | ----------------------------------------------------------- |
| 1  | 池田成章     | 1896年4月 - 1907年1月   | 米沢藩士 官僚 子息に池田成彬                                |
| 2  | 三浦権四郎   | 1907年1月 - 1913年1月   | 旧名・文助 1854年生 1930年没 山形瓦斯初代社長 山形市出身    |
| 3  | 長谷川吉三郎 | 1913年1月 - 1916年7月   | 1865年生 1933年没 私財を提供し山形商業学校を設立 山形市出身 |
| 4  | 香坂駒太郎   | 1916年7月 - 1922年1月   | 1858年生 1923年没 東京帝国大学卒 元大審院判事 米沢市出身    |
| 5  | 林鉄太郎     | 1922年1月 - 1924年7月   | 1857年生 1924年没 行員出身初の頭取 山形市出身               |
| 6  | 三浦権四郎   | 1924年7月 - 1925年1月   | 再登板                                                      |
| 7  | 長谷川平内   | 1925年1月 - 1928年8月   | 旧名：元七 1853年生 1930年没 高畠町出身                     |
| 8  | 長谷川吉三郎 | 1928年8月 - 1929年1月   | 再登板                                                      |
| 9  | 三浦新七     | 1929年1月 - 1935年10月  | 東京商科大学（現：一橋大学）元学長                          |
| 10 | 長谷川吉三郎 | 1935年10月 - 1957年10月 | 旧名：吉弥 1889年生 1967年没 県立米沢工業学校卒 山形市出身  |
| 11 | 三浦弥太郎   | 1957年10月 - 1972年4月  | 1903年生 1978年没 福島高商卒 山形市出身                     |
| 12 | 長谷川吉郎   | 1972年4月 - 1985年6月   |                                                             |
| 13 | 三浦新       | 1985年6月 - 1993年4月   | 三菱銀行出身                                                |
| 14 | 丹羽厚悦     | 1993年4月 - 2005年6月   |                                                             |
| 15 | 長谷川吉茂   | 2005年6月 - 2023年6月   | 住友銀行出身                                                |
| 16 | 佐藤英司     | 2023年6月 -             |                                                             |

## 関係会社

### 連結子会社
- 山銀保証サービス株式会社
- 山銀リース株式会社
- 山銀システムサービス株式会社
- やまぎんカードサービス株式会社
- TRYパートナーズ株式会社
- やまがた協創パートナーズ
- やまぎんキャピタル株式会社

## 店舗政策

### 県内店舗
訪問活動強化のための広域型営業体制構築に着手し、2021年（令和3年）4月に寒河江・西村山地区で初めて導入した。7月からは天童地区、最上地区、南陽・長井・西置賜地区でも移行。山形地区は10～12月をめどに再編し、年度内に県内全域での導入を目指すとしている。これにより県内店舗網は、2022年（令和4年）3月末までに58店舗から42店舗になる。
本店建て替え
2021年（令和3年）2月、築50年が経過し老朽化した本店の建て替えを発表した。新本店ビルには地方創生への貢献の観点から、中心市街地のにぎわいに寄与する施設の設置を検討する。これに伴い、建設を始めていた旅篭町ビルが21年秋に完成後、旅篭町ビルに本部事務集中部門を移転、本部機能の一部と本店営業部を仮移転。こののち、22年4月から現本店ビルの解体に入り、23年秋から同じ場所に新本店ビルを建て、25年秋の業務開始を目指す。

### 県外店舗
仙台圏
仙台支店は県内3行中最古である1960年（昭和35年）10月に開設された。また多店舗展開の取り組みも最古であり、1973年（昭和48年）12月、宮城野支店（若林区）を開設。さらに1976年（昭和51年）10月に南光台支店（泉区）、1990年（平成2年）9月に泉崎支店（太白区）が開設されている。近年は他の地銀同様に仙台圏強化に取り組み、仙台支店に法人営業部を設置したほか、2008年（平成20年）10月1日には、市下としては18年ぶりの新店舗である泉中央支店が設けられた。
しかし、仙台圏でも店舗網の見直しに着手し、2021年3月、荒井支店（若林区）を宮城野支店内へ、泉中央支店を南光台支店内に移転集約した。これによって、仙台圏における店舗は実質4店舗となった。
東京支店
東京支店は、1898年（明治31年）10月、日本橋に開設された。これは東北の地銀界では七十七銀行に次ぐ2番目の東京進出であり、店歴を誇っている。支店開設の目的としては、日清戦争後の経済の勃興に即応することや中央市場との連携強化を深めることに置かれた。開設後には順調に業容を拡大させるも、太平洋戦争終戦直前である1945年（昭和20年）6月、各地銀東京支店が地銀統制会から、空襲により焦土化した東京より引け揚げる旨を指示された為、やむなく閉鎖となってしまった。
1949年（昭和24年）には、取締役会において支店復活の決議を行うも、大蔵省や連合国軍最高司令官総司令部（GHQ）の認可がなかなか下りなかったため、営業再開となったのは、1952年（昭和27年）に入ってからのことであった。これを受け、1962年（昭和37年）には東京支店ビル建設を目的とした系列の両銀不動産を設立（2015年7月に親会社である両羽協和に吸収合併）。2年後には地下2階、地上10階の「両銀ビル（のちの山形銀行ビル）」が京橋に竣工した。その建物も老朽化したため、建て替えられ、跡地に「京橋RKビル」が完成したことに伴い、2022年（令和4年）7月19日から東京支店は4階、東京事務所は5階で営業を開始した。
本荘支店
本荘支店（秋田県由利本荘市）は、1890年（明治23年）7月5日設立の本荘銀行をその起源とする。同行は本荘周辺における唯一の銀行として運営されていたが、日露戦争後の放漫経営による不良債権の増加と背任事件の発生から取り付け騒ぎが生じてしまい、大蔵省から預金受け入れ停止命令を受け休業となってしまった。
このため、本荘の有力者の間で再建の機運が高まり両羽銀行へ救済を申し入れた。そこで同行は支援体制に入ることとし、由利銀行への商号変更、両羽銀経営陣による増資の引受け、香坂駒太郎同行頭取の頭取兼任等の施策を講じ、1920年（大正9年）には、大蔵省から預金受け入れ停止命令解除の受け営業を再開した。こうした紆余曲折を経て、1926年（大正15年）7月15日には、両羽銀との合併がまとまり本荘支店となった。その後数度の移転や改築を重ね、1994年（平成6年）7月、現在地に新築移転。今日に至っている。
その他県外店舗
1970年代に入ると高度経済成長が進展して地域経済の広域化が進んだ。それに対応するため、1970年（昭和45年）3月には郡山支店（福島県郡山市）、1971年（昭和46年）5月には宇都宮支店（栃木県宇都宮市）、1973年（昭和48年）4月には大宮支店（現在のさいたま市）が開設されている。
かつて開設されていた県外店舗
札幌支店は1987年（昭和62年）9月12日、新潟支店は1991年（平成3年）11月11日、秋田支店は2000年（平成12年）にそれぞれ採算性等を踏まえ廃止となった。

## 法人市場対策
2007年（平成19年）に営業支援部（やまぎん情報開発研究所）の前身となる情報開発部を設置。山形大学工学部、同農学部、鶴岡工業高等専門学校、東北芸術工科大学、東北公益文科大学と産学連携協定を締結している。また、山形県企業振興公社との商談会の共催のほか、本部と営業店との協働によるPFIや、ABLにも取り組んでいる。
企業支援団体
日経BP社が展開する日経ベンチャー経営者クラブ (NVC) と提携し、やまぎん日経BP経営者クラブを結成している。また、県内リーディング企業の異業種交流の場として山形企業経営研究会(YES)を発足させている。
市場誘導業務
野村證券、大和証券、三菱UFJ証券、新光証券、有限責任あずさ監査法人と業務提携し、取引先企業に対する株式公開に至るまでのサポートを行っている。また、野村證券とは「コモディティ・デリバティブ」媒介業務取扱いにかかる業務提携も締結している。

## 地方公共団体取引
山形県の指定金融機関（指定金）であり、山形市、米沢市、新庄市など県内陸地方における過半の自治体の指定金を受託している。また三菱東京UFJ銀行とともに県と連携協力協定も締結している。

## 個人市場対策
ICキャッシュカードと生体認証
2007年（平成19年）2月より、ICチップ搭載のICキャッシュカードの取り扱いを開始し、6月からは、「指静脈」による生体認証を開始した。
クレジットカード提携 キャッシュカード一体型
- ハイブリッドJCBカード、ハイブリッドJCBゴールド、ハイブリッドJCB LINDA やまぎんカードサービス
- ハイブリッドDC VISA/Master、ハイブリッドDCニューズ VISA/Master ハイブリッドDCゴールド VISA/Master
- ハイブリッドDCゴールド（ヴァン）VISA/Master（ハイブリッドDCは、全て指認証機能付）やまぎんカードサービス

## 情報処理システム
勘定系・情報系などの情報処理システムは地銀7行が参画し、日本IBMが運用及び保守を担うじゅうだん会共同版システムを採用する。

## 提携ATMサービス
七十七銀行・東邦銀行間では、ATM手数料無料提携サービス「MYキャッシュポイント」を行うほか、地元金融機関とは「ぐるっと花笠ネット」、「ふるさと山形ネットサービス」の無料提携サービスも行っている。また秋田銀行ともATM相互利用サービスに取り組んでいる。

## 地域社会に対する貢献
美しい山形・最上川フォーラム
最上川夢の桜街道に協賛し、会費収納の無償受託のほか、多くの行員が個人会員となり運営を支援している。
小さな親切運動
1975年（昭和50年）から小さな親切山形県本部事務局を務め、運営費用の助成や各地区のクリーン作戦への参加などに取り組んでいる。
女子バスケットボールチーム「ライヤーズ」
県内唯一の女子バスケットボール実業団チームとして、国体出場による山形県への地域貢献を目標にしている。全国実業団大会では、上位入賞の常連であり、2006年（平成18年）ののじぎく兵庫国体では、ライヤーズ主体の山形県成年女子が県勢初の優勝を果たした。2008年（平成20年）にはアトランタ五輪日本代表の山田かがりがヘッドコーチに就任。全国大会ではいずれも初優勝の三冠を達成した。
山形銀行学事振興基金
1971年（昭和46年）設立。各種教育団体に、教材や器具を寄贈している。また、出前授業による金融教育を県教育庁の協力を得ながら進めている。
山形交響楽団友の会
文化活動支援として、山形交響楽団友の会に入会して山響を支援している。
山形県総合芸術文化会館
2020年（令和2年）に開館した山形県総合文化芸術館の命名権を取得。愛称がやまぎん県民ホールとなる。

### 注
1. ↑  経常収益としての公表値。
2. ↑  米沢藩旧士族の銀行。廃藩の際に君主上杉茂憲からの寄贈金で創設。
3. ↑  2009年（平成21年）11月20日を以て営業を終了。